# Stielhandgranate
Stielhandgranate (podomačeno štilerica) je ročna bomba nemške zasnove. Prepoznavna je po svojem dolgem lesenem ročaju v katerem se (razen pri M43) skriva vrvica za njeno aktivacijo in shrambi za razstrelivo, ki je podobna  konzervi ali pločevinki. Najpogostejše različice so M15, M17, M24 in M43. 
Med prvo svetovno vojno so bile glavne uporabnice Nemško cesarstvo, Avstro-Ogrska in Kraljevina Bolgarija, med drugo pa Tretji rajh, Kitajska, Finska in razne partizanske enote širom Evrope (tudi slovenske).

## Galerija
- Nemški vojaki leta 1916
- Vojak Wehrmachta ob metanju granate, 1941
- Na Kitajskem so ročno izdelovali model 24.
- Prerez modela 24